# Caucalières
Caucalières település Franciaországban, Tarn megyében. Lakosainak száma 288 fő (2022. január 1.). Caucalières Lagarrigue, Aiguefonde, Labruguière, Payrin-Augmontel, Valdurenque és Castres községekkel határos.

## Népesség
A település népességének változása:
| Lakosok száma | 304  | 294  | 295  | 286  | 283  | 280  | 283  | 285  | 288  |
|               | 2013 | 2015 | 2016 | 2017 | 2018 | 2019 | 2020 | 2021 | 2022 |